# Rock n Roll
«Rock n Roll» (англ. Рок-н-рол) — другий сингл п'ятого студійного альбому канадської поп-рок/поп-панк співачки Авріл Лавін — Avril Lavigne. В США пісня вийшла 23 серпня 2013.

## Список пісень
Цифрове завантаження
1. "Rock n Roll" - 3:26

CD-сингл (ексклюзив для Walmart)
1. "Rock n Roll" (Squeaky Clean Edit) - 3:26
2. "Rock n Roll" (Instrumental) - 3:27

## Чарти
Тижневі чарти
| Чарт (2013)                               | Місце |
| ----------------------------------------- | ----- |
| Australian Singles Chart                  | 45    |
| Belgium (Ultratop 50 Flanders) (Фландрія) | 17    |
| Belgium (Ultratop 50 Wallonia) (Валлонія) | 29    |
| Brazilian Hot Airplay                     | 57    |
| Canada (Canadian Hot 100)                 | 37    |
| Czech Republic (Rádio Top 100)            | 15    |
| France French Singles Chart               | 128   |
| Italian Singles Chart                     | 47    |
| Japan (Japan Hot 100)                     | 5     |
| Scotland (Official Charts Company)        | 51    |
| Slovakia (Rádio Top 100)                  | 49    |
| South Korea International Chart           | 1     |
| UK Singles (Official Charts Company)      | 68    |
| Ukraine (FDR Pop Singles)                 | 21    |
| US Billboard Hot 100                      | 91    |
| US Hot Singles Sales Chart (Billboard)    | 3     |

## Продажі
| Країна        | Сертифікація (таблиця продажів та сертифікатів) | Продажі  |
| ------------- | ----------------------------------------------- | -------- |
| Японія (RIAJ) | Золото                                          | +200,000 |

## Історія релізів
| Країна          | Дата           | Формат                         | Лейбл                    |
| --------------- | -------------- | ------------------------------ | ------------------------ |
| Італія          | 23 серпня 2013 | Contemporary hit radio         | Sony                     |
| США             | 26 серпня 2013 | Top 40 Radio                   | Epic Records             |
| США             | 27 серпня 2013 | цифрове завантаження, CD-сингл | Epic Records             |
| Австралія       | 27 серпня 2013 | цифрове завантаження           | Epic Records, Sony Music |
| Філіппіни       | 27 серпня 2013 | цифрове завантаження           | Epic Records, Sony Music |
| Тайвань         | 27 серпня 2013 | CD-сингл                       | Sony Music               |
| Велика Британія | 27 жовтня 2013 | цифрове завантаження           | Epic Records, Sony Music |